# El Milà
El Milà là một đô thị trong ‘‘comarca’’ Alt Camp, Tarragona, Catalonia, Tây Ban Nha.